# Косаренко Сергій Володимирович
Сергій Володимирович Косаренко — капітан Збройних сил України.
Його батько також військовий, змалечку бачив себе в армії. Отримав поранення під селишем Тоненьке на Донеччині — підрозділ вирушив у розвідку, потрапив в засаду. Лікувався в харківському військовому госпіталі — ушкодження гомілкової кістки, перелам, скалкові рани.

## Нагороди
14 серпня 2014 року — за особисту мужність і героїзм, виявлені у захисті державного суверенітету та територіальної цілісності України, вірність військовій присязі під час російсько-української війни, відзначений — нагороджений орденом Богдана Хмельницького III ступеня.